# ペーター・ブランジェ
ペーター・ブランジェ（Peter Blangé, 1964年12月9日 - ）は、オランダの男子バレーボール選手、指導者。フォールブルフ出身。ポジションはセッター。元オランダ代表。

## 来歴
地元フォールブルフのクラブで11歳でバレーボールを始める。国内で経験を積んだのち、1990年からイタリア・セリエAでプレーし、パルマ在籍時の1993年にリーグ優勝を経験した。パルマのA2降格に伴い、1996年にドイツ・ブンデスリーガのメールサーSCへ移籍。1997年から再びセリエAのトレヴィーゾでプレーした。
1984年にナショナルチーム代表に選出され、1990年代に世界の頂点に立ったオランダ代表のセッターとして16年間に渡り活躍し、4大会連続オリンピックに出場。1992年バルセロナオリンピックで銀メダル、1996年アトランタオリンピックで金メダル獲得に貢献した。8度出場したワールドリーグでは1996年ワールドリーグで初優勝、6度出場した欧州選手権では1997年欧州選手権で初優勝を飾った。通算500試合にも及ぶ国際大会出場数は未だオランダの国内記録となっている。
現役引退後は指導者の道を歩み、ネッセランデ・ロッテルダムの監督に就任。2006年5月からはオランダ代表監督を務めた。

## 球歴
- オリンピック - 1992年（銀メダル）、1996年（金メダル）、1988年、2000年（5位）
- 世界選手権 -
- ワールドカップ -
- ワールドリーグ - 1996年（優勝）、他7大会
- 欧州選手権 - 1997年（優勝）、他5大会

## 所属クラブ
- スターリフト・フォールブルフ（1979-1986年）
- マルティヌス・アムステルフェーン（1986-1988年）
- オランダナショナルチーム（1988-1990年）
- パッラヴォーロ・カターニア（1990-1992年）
- パッラヴォーロ・パルマ（1992-1996年）
- メールサーSC（1996-1997年）
- シスレー・トレヴィーゾ（1997-1999年）

## 指導歴
- ネッセランデ・ロッテルダム
- バレーボールオランダ男子代表（2006-2011年）